# Anime Limited
Anime Limited, también conocida como "All the Anime", es una empresa británica con sede en Glasgow, Escocia, especializada en la distribución de anime. Su enfoque principal es llevar anime a las audiencias del Reino Unido, Irlanda, Francia y otros lugares de Europa. La compañía fue fundada en 2012 por Andrew Partridge, quien es ampliamente reconocido por su contribución al mundo del anime a través de su participación en el festival de cine "Scotland Loves Anime". Anime Limited lanza tanto títulos de anime nuevos como clásicos en formatos de video casero y también organiza proyecciones en cines, colaborando estrechamente con el mencionado festival de cine "Scotland Loves Anime". 
De 2015 a 2018, Anime Limited fue distribuidor de Funimation en las islas británicas.

## Historia
El 14 de diciembre de 2012, Andrew Partridge, quien actuaba como representante de Kazé en el Reino Unido y también era el director del festival Scotland Loves Anime, lanzó las redes sociales y el sitio web de Anime Limited. En ese anuncio, expresó su intención de establecer una nueva empresa de distribución de anime en 2013. La empresa se centraría en lanzamientos de videos caseros de estilo coleccionista y tenía como objetivo "desarrollar un mercado teatral para la animación japonesa" en el mercado británico. Después de alcanzar 1000 "me gusta" en su página de Facebook el 22 de diciembre de 2012, Anime Limited anunció su primera adquisición, que fue la popular serie "Cowboy Bebop", con planes de lanzarla en formato de video casero durante el tercer trimestre de 2013.
El 4 de octubre de 2013, Anime Limited anunció una asociación estratégica con el servicio de transmisión francés Wakanim para lanzar la versión británica de su sitio web. Esta colaboración permitió que el catálogo de Anime Limited estuviera disponible en el servicio de transmisión, brindando a las audiencias británicas acceso a una amplia gama de contenido de anime a través de esta plataforma.
En marzo de 2014, Cédric Littardi, el fundador de Kazé, y Anime Limited colaboraron para establecer @Anime, que se convirtió en la división francesa de Anime Limited. Esta asociación permitió el lanzamiento de los primeros títulos bajo esta nueva entidad en septiembre de 2014, brindando así una oportunidad para expandir la presencia y la distribución de anime en el mercado francés.
El 17 de julio de 2017, Viceland UK lanzó un bloque de anime nocturno en asociación con Anime Limited.
El 27 de octubre de 2017, durante la MCM London Comic Con, Anime Limited hizo un emocionante anuncio. Revelaron sus planes de establecer un sello musical llamado "All The Anime Music". También informaron que tenían previsto lanzar las bandas sonoras de "A Shape of Light" y "Trigun". Este sello musical se lanzó oficialmente en 2019, y para marcar su debut, las bandas sonoras de "A Shape of Light" y "FLCL" se lanzaron en formato de vinilo a finales de ese mismo año. Este movimiento permitió a Anime Limited expandirse en el mundo de la música relacionada con el anime.
El 25 de octubre de 2019, Anime Limited hizo un anuncio emocionante al revelar que ciertos títulos doblados estarían disponibles para su transmisión a través del servicio All 4 de Channel 4 bajo el título "100 horas de anime". Esta iniciativa ofreció a los espectadores la oportunidad de disfrutar de una selección de anime doblado a través de un servicio de streaming ampliamente reconocido, lo que contribuyó a llevar aún más el anime a las audiencias en el Reino Unido y más allá.
El 13 de mayo de 2020, Anime Limited anunció la organización de una convención virtual llamada "Cloud Matsuri". Este evento se llevó a cabo del 30 al 31 de mayo de 2020 y reunió a una impresionante lista de invitados de la industria del anime. Entre los invitados se encontraban representantes de empresas como Science SARU, Orange, Crunchyroll, Polygon Pictures, MangaPlanet, Anime Limited y Manga Entertainment. El evento ofreció a los fanáticos del anime la oportunidad de conectarse con figuras clave de la industria, participar en paneles, obtener información exclusiva y disfrutar de contenido relacionado con el anime desde la comodidad de sus hogares, lo que se convirtió en una experiencia emocionante para la comunidad anime.
El 18 de mayo de 2020, Anime Limited hizo un emocionante anuncio sobre el lanzamiento de su propio servicio de transmisión llamado "Screen Anime". Este servicio se comercializa como un "festival de cine en línea" y presenta una selección de títulos disponibles de forma mensual para los suscriptores. Screen Anime fue lanzado oficialmente el 25 de mayo de 2020, brindando a los amantes del anime una nueva plataforma para disfrutar de contenido emocionante. Sin embargo, el 25 de mayo de 2021, Anime Limited anunció que retiraría el servicio Screen Anime. En su lugar, introdujeron un nuevo plan de membresía anual llamado "Anime (Un)Limited", brindando a los seguidores otra forma de acceder a su catálogo de anime de manera continua. Este cambio en la estrategia de distribución permitió a Anime Limited adaptarse a las demandas cambiantes del mercado y ofrecer a los aficionados diferentes opciones de acceso al anime.
Durante el evento Cloud Matsuri, Anime Limited realizó un emocionante anuncio: había adquirido los derechos de licencia de Neon Genesis Evangelion y sus dos películas, Evangelion: Death (True)² y The End of Evangelion, con planes de lanzarlos en formato Blu-ray. Esta adquisición es significativa ya que Anime Limited se convirtió en la primera empresa fuera de Japón en lanzar la serie en Blu-ray y la primera en ofrecerla en formato de vídeo doméstico desde ADV Films (para la serie de televisión) y Manga Entertainment (para las películas). Este anuncio fue recibido con entusiasmo por los fanáticos de Neon Genesis Evangelion que esperaban con ansias una versión en alta definición de esta serie icónica.
El 14 de abril de 2021, Anime Limited anunció que tenía planes de expandirse internacionalmente con su sello musical. Además, Anime Limited contrató al exdirector de marketing comunitario de Crunchyroll, Miles Thomas, como director de marketing.
El 22 de julio de 2022, Anime Limited y ITV anunciaron una colaboración para la difusión de las obras de Anime Limited a través del servicio de streaming ITVX en el Reino Unido. 
El 18 de octubre de 2022, la compañía austriaca de medios Plaion hizo público su acuerdo de adquisición de Anime Limited por una cantidad no divulgada, con planes de incorporar la empresa a su subsidiaria Plaion Pictures.  

## enlaces externos
- Official English website
- Official French website
- Screen Anime
- Anime Limited  en la enciclopedia Anime News Network (en inglés)
- @Anime  en la enciclopedia Anime News Network (en inglés)

- Datos: Q18619118